# Cerilocus
Cerilocus is een geslacht van wantsen uit de familie van de Reduviidae (Roofwantsen). Het geslacht werd voor het eerst wetenschappelijk beschreven door Carl Stål in 1858.

## Soorten
Het genus bevat de volgende soorten:

- Cerilocus bioculatus Villiers, 1965
- Cerilocus dohrni Stål, 1858
- Cerilocus histrio Distant, 1902
- Cerilocus karschi Breddin, 1903
- Cerilocus nero Stål, 1858
- Cerilocus ochraceipes Villiers, 1944
- Cerilocus rugosus Villiers, 1944
- Cerilocus waterbergensis Distant, 1906